# Kroton
Kroton (in greco antico: Κρότων?, Krotōn; in latino Croto, Croton o Crotona) fu un'antica città e polis della Magna Grecia, situata nell'attuale Calabria, nella parte meridionale dell'Italia. Sorta dove si trova oggi la città di Crotone, Kroton fu una delle più importanti colonie greche della Magna Grecia, raggiungendo il massimo splendore nel periodo arcaico, specialmente nel VI secolo a.C.

## Storia

### Periodo arcaico
Fu fondata intorno al 710 a.C. da coloni achei guidati da Myskellos di Rhypes, secondo l'oracolo di Delfi. Secondo la leggenda, il nome deriverebbe da Kroton, che avrebbe ospitato Eracle e sarebbe stato ucciso per errore dall'eroe, che ne predisse la futura grandezza.
Kroton prosperò rapidamente, fondando a sua volta Kaulonia e Terina. Nel VI secolo a.C. mantenne rapporti amichevoli con Sibari, città dalla stessa origine achea, ed entrambe raggiunsero una grande prosperità.
A differenza di Sibari, famosa per il lusso, Kroton si distinse per la pratica atletica e per il numero di vittorie alle Olimpiadi. Il governo era oligarchico, retto da un consiglio di mille membri discendenti dai fondatori. Durante la sua espansione subì una grave sconfitta contro Locri Epizefiri presso il fiume Sagra.
Un grande cambiamento avvenne con l'arrivo di Pitagora di Samo, che si stabilì a Kroton attorno al 530 a.C. e vi fondò la famosa scuola pitagorica.
La comunità dei pitagorici ebbe influenza sia filosofica che politica, ma fu infine allontanata durante una rivolta democratica.
In questi stessi anni (circa 510 a.C.) Kroton sconfisse e distrusse Sibari, guidata dal celebre atleta Milone di Crotone, uno dei più famosi cittadini.
Dopo questa vittoria, Kroton divenne la città egemone della Magna Grecia.

### Età classica
Kroton rimase tra le città più popolose e potenti della Magna Grecia. Da Kroton parti la nave di Faillo l'unica italica che partecipò alla battaglia di Salamina. Accettò la fondazione di Thurii da parte degli Ateniesi sull'antico sito di Sibari. Durante la spedizione ateniese in Sicilia (415–413 a.C.), Kroton rimase neutrale, consentendo agli Ateniesi di rifornirsi nel porto ma non di attraversare il territorio.
Nel 389 a.C. Dionisio I di Siracusa invase la regione e Kroton guidò le città avverse al tiranno, ma la coalizione fu sconfitta e la città subì una temporanea occupazione.
In seguito, la città fu minacciata da Lucani e Bruzi e visse periodi di guerra civile e tirannide.

### Periodo ellenistico e romano
Nel 299 a.C. Agatocle di Siracusa occupò Kroton e vi insediò una guarnigione. In epoca ellenistica la città subì continue conquiste e devastazioni, perdendo progressivamente popolazione e prestigio.
Durante la seconda guerra punica (218–202 a.C.), Kroton fu occupata dai Bruzi e dai Cartaginesi; la popolazione era allora scesa a circa 20.000 abitanti. Dopo la guerra, divenne colonia romana (194 a.C.) e centro secondario della provincia.

### Tarda antichità e medioevo
La città viene ancora menzionata nelle guerre gotiche del VI secolo d.C., in particolare durante le campagne di Belisario e Narsete. In epoca medievale fu uno degli ultimi baluardi bizantini in Italia, fino alla conquista normanna nell'XI secolo.

## Geografia
Kroton era situata sulla costa ionica della Calabria, presso la foce del fiume Aisaros (oggi Esaro), sulla costa sud del golfo di Taranto.
Controllava un territorio stimato tra 200 e 500 km².  
A nord confinava col fiume Hylias, a sud con il territorio di Lokroi; erano sue dipendenze Skylletion e Kaulonia. A sud si estendeva una vasta pianura fertile, ma meno ricca di quella di Sibari o Thurii.
Il poeta Teocrito lodava i pascoli lungo l'Aisaros e le foreste dei monti Physkos e Latymnos.

## Urbanistica e reperti

### La città
L'acropoli di Kroton era probabilmente sullo stesso promontorio roccioso su cui sorge il moderno castello di Crotone, costruito nel 1541. La città aveva due porti, almeno uno vicino all'acropoli, importante nella regione, ma secondo Polibio utilizzabile soprattutto d'estate.
Nel periodo di massima espansione la cinta muraria aveva un perimetro superiore ai 19 km.
Dell'antica Kroton rimangono poche tracce: molti resti furono riutilizzati in epoca moderna per la costruzione dei moli.
I principali reperti sono conservati al Museo archeologico nazionale di Crotone.

### Il tempio di Hera Lacinia
I resti del tempio di Hera Lacinia si trovano a circa 10 km a sud della città, sul promontorio Capo Colonna. Era il più importante santuario panellenico della Magna Grecia. Secondo Virgilio, un tempio sarebbe esistito già al tempo delle peregrinazioni di Enea; altre tradizioni lo attribuiscono ad Eracle o a un mitico Lacinio.
Il tempio fu originariamente costruito nel VII secolo a.C. e ricostruito nel V secolo a.C. in stile dorico, con 6×16 colonne e doppio colonnato anteriore, secondo la tipica architettura arcaica siceliota. Oggi resta solo una colonna (un'altra era ancora visibile nel Settecento). Nell'area sacra erano presenti anche propilei, portici, alloggi sacerdotali e tesori; si conserva ancora parte del muro peribolos fino a 7 metri.
Nel santuario si tenevano grandi feste religiose e giochi; qui le città della Magna Grecia esibivano la loro ricchezza. Il tempio fu decorato con celebri pitture, tra cui quella di Zeusi raffigurante Elena, realizzata scegliendo come modelli cinque fanciulle crotoniati.